# ハ・ン・ド
株式会社ハ・ン・ド（英: h.a.n.d. Inc.）は、北海道札幌市中央区に本社を置くソフトウェア開発会社。

## 概要
家庭用ゲームソフト開発とCG映像の制作を行っているソフトウェア開発会社。札幌市と東京都中央区晴海に拠点がある。
2011年5月にグリーとの資本提携を発表した。

## 沿革
- 1992年 - 前身「マイクロメディア」設立。
- 1993年 - 「ハ・ン・ド」設立。
- 1998年 - 株式会社に組織変更。
- 2006年 - 東京支社を開設。
- 2007年 - グループ会社 「株式会社ノースポイント」 設立。
- 2009年
  - 東京CGセンター 設立。
  - グループ会社「株式会社エス・エヌ・エス」 設立。
- 2012年 - 本社を札幌市北区から中央区へ移転。
- 2015年 - 東京支社を東京都港区から中央区へ移転。
- 2018年 - 名古屋オフィスを開設。

## 主な開発ゲームソフト

### コンソールゲーム機
| 発売年 | タイトル                                                                                          | プラットフォーム                                     | 発売元                                 | スタジオ | 備考                           |
| ------ | ------------------------------------------------------------------------------------------------- | ---------------------------------------------------- | -------------------------------------- | -------- | ------------------------------ |
| 2000年 | トレジャーストライク                                                                              | ドリームキャスト                                     | KID                                    | --       |                                |
| 2005年 | ONE PIECE パイレーツカーニバル                                                                    | PlayStation 2/ゲームキューブ                         | バンダイ                               | --       |                                |
| 2006年 | チョコボと魔法の絵本                                                                              | ニンテンドーDS                                       | スクウェア・エニックス                 | 札幌     |                                |
| 2006年 | たまごっちのピカピカだいとーりょー!                                                               | Wii                                                  | バンダイナムコエンターテインメント     | 札幌     |                                |
| 2007年 | チョコボの不思議なダンジョン 時忘れの迷宮                                                         | Wii                                                  | スクウェア・エニックス                 | 札幌     |                                |
| 2007年 | たまごっちのフリフリ歌劇団!                                                                       | Wii                                                  | バンダイナムコエンターテインメント     | 札幌     |                                |
| 2007年 | サルゲッチュ サルサル大作戦                                                                       | PlayStation Portable                                 | ソニー・コンピュータエンタテインメント |          |                                |
| 2007年 | 人生8万7000回の食事を楽しくする おいしく極める食通DS おとなの週末編集部厳選のおススメお店情報入り | ニンテンドーDS                                       | スクウェア・エニックス                 | 東京     |                                |
| 2008年 | ファミリートレーナー                                                                              | Wii                                                  | バンダイナムコエンターテインメント     | 札幌     |                                |
| 2008年 | シドとチョコボの不思議なダンジョン 時忘れの迷宮DS+                                                | ニンテンドーDS                                       | スクウェア・エニックス                 | 札幌     |                                |
| 2008年 | チョコボと魔法の絵本 魔女と少女と5人の勇者                                                        | ニンテンドーDS                                       | スクウェア・エニックス                 | 札幌     |                                |
| 2008年 | 花と太陽と雨と 終わらない楽園                                                                     | ニンテンドーDS                                       | マーベラス                             | 東京     |                                |
| 2009年 | 牧場物語シリーズ まきばのおみせ                                                                   | Wiiウェア                                            | マーベラス                             | 東京     |                                |
| 2009年 | ぷよぷよ7                                                                                         | Wii                                                  | セガ                                   | 札幌     | 開発協力                       |
| 2009年 | MR.BRAIN ―ミスターブレイン―                                                                       | ニンテンドーDSiウェア                                | スクウェア・エニックス                 | 札幌     |                                |
| 2009年 | キングダム ハーツ 358/2 Days                                                                      | ニンテンドーDS                                       | スクウェア・エニックス                 | 札幌     |                                |
| 2009年 | ぷよぷよ7                                                                                         | ニンテンドーDS                                       | セガ                                   | 札幌     | 開発協力                       |
| 2009年 | ぷよぷよ7                                                                                         | PlayStation Portable                                 | セガ                                   | 札幌     | 開発協力                       |
| 2010年 | おやこ で あそぼ ミッフィーの おもちゃばこ                                                        | Wii                                                  | スクウェア・エニックス                 | 札幌     |                                |
| 2010年 | みんなで冒険!ファミリートレーナー                                                                 | Wii                                                  | バンダイナムコエンターテインメント     | 札幌     |                                |
| 2010年 | キングダム ハーツ Re:コーデッド                                                                   | ニンテンドーDS                                       | スクウェア・エニックス                 | 札幌     |                                |
| 2011年 | ぷよぷよ!! Puyopuyo 20th anniversary                                                              | Wii                                                  | セガ                                   | 札幌     | 開発協力                       |
| 2011年 | ぷよぷよ!! Puyopuyo 20th anniversary                                                              | ニンテンドーDS                                       | セガ                                   | 札幌     | 開発協力                       |
| 2011年 | ココロノココロン                                                                                  | ニンテンドーDS                                       | バンダイナムコエンターテインメント     | 東京     |                                |
| 2011年 | ぷよぷよ!! Puyopuyo 20th anniversary                                                              | ニンテンドー3DS                                      | セガ                                   | 札幌     | 開発協力                       |
| 2011年 | ぷよぷよ!! Puyopuyo 20th anniversary                                                              | PlayStation Portable                                 | セガ                                   | 札幌     | 開発協力                       |
| 2012年 | ガールズRPG シンデレライフ                                                                        | ニンテンドー3DS                                      | レベルファイブ                         | 札幌     | 共同開発:ゲームドゥ            |
| 2012年 | ファンタジーライフ                                                                                | ニンテンドー3DS                                      | レベルファイブ                         | 東京     | 共同開発:ブラウニーブラウン    |
| 2013年 | ファンタジーライフ LINK!                                                                          | ニンテンドー3DS                                      | レベルファイブ                         | 東京     | 共同開発:ブラウニーズ          |
| 2013年 | トリコ グルメガバトル!                                                                            | ニンテンドー3DS                                      | バンダイナムコエンターテインメント     | 東京     |                                |
| 2013年 | ディズニー マジックキャッスル マイ・ハッピー・ライフ                                              | ニンテンドー3DS                                      | バンダイナムコエンターテインメント     | 札幌     |                                |
| 2014年 | ぐるぐるたまごっち!                                                                               | ニンテンドー3DS                                      | バンダイナムコエンターテインメント     | 札幌     |                                |
| 2014年 | アイカツ！365日のアイドルデイズ                                                                   | ニンテンドー3DS                                      | バンダイナムコエンターテインメント     | 札幌     |                                |
| 2015年 | アイカツ！My No.1 Stage!                                                                          | ニンテンドー3DS                                      | バンダイナムコエンターテインメント     | 東京     |                                |
| 2015年 | ディズニー マジックキャッスル マイ・ハッピー・ライフ2                                             | ニンテンドー3DS                                      | バンダイナムコエンターテインメント     | 札幌     |                                |
| 2016年 | 棒人間チャレンジ!                                                                                 | ニンテンドー3DS                                      | バンダイナムコエンターテインメント     | 札幌     |                                |
| 2016年 | アイカツスターズ！ファーストアピール                                                              | ニンテンドー3DS                                      | バンダイナムコエンターテインメント     | 札幌     |                                |
| 2016年 | アイカツスターズ！Myスペシャルアピール                                                            | ニンテンドー3DS                                      | バンダイナムコエンターテインメント     | 札幌     |                                |
| 2017年 | レイトン ミステリージャーニー カトリーエイルと大富豪の陰謀                                        | ニンテンドー3DS                                      | レベルファイブ                         | 札幌     |                                |
| 2018年 | スナックワールド トレジャラーズ ゴールド                                                          | Nintendo Switch                                      | レベルファイブ                         | 札幌     |                                |
| 2018年 | レイトン ミステリージャーニー カトリーエイルと大富豪の陰謀 DX                                     | Nintendo Switch                                      | レベルファイブ                         | 札幌     |                                |
| 2018年 | すばらしきこのせかい -Final Remix-                                                                | Nintendo Switch                                      | スクウェア・エニックス                 | 札幌     |                                |
| 2019年 | ガブッチ                                                                                          | Nintendo Switch                                      | ハ・ン・ド                             | 札幌     | 初の自社パブリッシングタイトル |
| 2019年 | デジモンストーリー サイバースルゥース ハッカーズメモリー                                          | Nintendo Switch                                      | バンダイナムコエンターテインメント     | 札幌     |                                |
| 2021年 | 新すばらしきこのせかい                                                                            | Nintendo Switch/PlayStation 4                        | スクウェア・エニックス                 | 札幌     |                                |
| 2021年 | メガトン級ムサシ                                                                                  | Nintendo Switch/PlayStation 4                        | レベルファイブ                         | 札幌     | 開発協力                       |
| 2022年 | 春ゆきてレトロチカ                                                                                | Nintendo Switch/PlayStation 5/PlayStation 4          | スクウェア・エニックス                 | 札幌     |                                |
| 2023年 | NARUTO X BORUTO ナルティメットストームコネクションズ                                              | Nintendo Switch/PlayStation 5/PlayStation 4/Xbox One | バンダイナムコエンターテインメント     | 札幌     | 開発協力                       |
| 2024年 | クレヨンしんちゃん「炭の町のシロ」                                                                | Nintendo Switch                                      | ネオス                                 | 札幌     |                                |

### Windows
- トレジャーストライク フルスウィング（2004年、発売元：KID）
- デジモンストーリー サイバースルゥース ハッカーズメモリー（2019年、発売元：バンダイナムコエンターテインメント）
- 新すばらしきこのせかい（2021年、発売元：スクウェア・エニックス）

### iOS / Android
| 配信年 | タイトル                                                     | 配信元                         | スタジオ |
| ------ | ------------------------------------------------------------ | ------------------------------ | -------- |
| 2009年 | SLIDING HEROES                                               | スクウェア・エニックス         | 東京     |
| 2011年 | Imaginary Range                                              | スクウェア・エニックス         | 東京     |
| 2012年 | すばらしきこのせかい -Solo Remix-                            | スクウェア・エニックス         | 札幌     |
| 2014年 | フェアリーテイル 〜ブレイブサーガ〜                          | タイトー                       | 東京     |
| 2014年 | アイドルクロニクル                                           | タイトー                       | 東京     |
| 2017年 | ディズニー マジカルファーム ～マジックキャッスルストーリー～ | ウォルト・ディズニー・ジャパン | 札幌     |
| 2017年 | レイトン ミステリージャーニー カトリーエイルと大富豪の陰謀   | レベルファイブ                 | 札幌     |
| 2017年 | 青空アンダーガールズ!                                        | スクウェア・エニックス         | 東京     |
| 2017年 | オトメ勇者                                                   | レベルファイブ                 | 東京     |
| 2020年 | 22/7 音楽の時間                                              | アニプレックス                 |          |

### ソーシャルアプリ
| 配信年 | タイトル                                         | 配信サイト                             | 配信元                 | スタジオ |
| ------ | ------------------------------------------------ | -------------------------------------- | ---------------------- | -------- |
| 2010年 | チョコボとクリスタルの塔/Chocobo's Crystal Tower | GREE/Facebook                          | スクウェア・エニックス | 札幌     |
| 2011年 | どきどき♪カジノハート                            | Mobage                                 | ニフティ               | 札幌     |
| 2011年 | PHANTASY STAR エターナルプラネッツ               | Yahoo!Mobage                           | セガ                   | 札幌     |
| 2011年 | デコビト                                         | GREE                                   | GREE                   | 札幌     |
| 2012年 | ともだち☆ドッグス                                | GREE                                   | GREE                   | 札幌     |
| 2013年 | 千年勇者〜時渡りのトモシビト〜                   | Yahoo!ゲーム/ハンゲーム/ニコニコアプリ | スクウェア・エニックス | 東京     |

### アーケード
| 稼働開始年 | タイトル                           | 発売元   | スタジオ |
| ---------- | ---------------------------------- | -------- | -------- |
| 2012年     | データカードダス アイカツ!         | バンダイ | 札幌     |
| 2016年     | データカードダス アイカツスターズ! | バンダイ | 東京     |